# 十六種人格因素
十六個人格因子問卷（16PF）是由雷蒙德·卡特爾，莫里斯·達岡及赫伯特·埃伯在數十年的經驗研究中開發的一項自我報告人格測驗。 十六個人格因子問卷提供了一種正常人格的度量標準，心理學家和其他心理健康專業人員也可以將其用作臨床工具，以幫助診斷精神疾病，幫助進行預後和治療計劃。 16PF還可以提供與臨床和諮詢過程相關的信息，例如個人的洞察力、自尊心、認知風格、標準的內在化、開放的態度、同情的能力、人際信任的水平、依戀的質量、人際關係需求、對權威的態度、對動力變化的反應、沮喪的容忍度和應對方式。因此，十六個人格因子問卷為臨床醫生提供了焦慮、調節、情緒穩定和行為問題的正常範圍測量。臨床醫生可以使用十六個人格因子問卷的結果來確定建立工作聯盟，制定治療計劃並選擇有效的治療干預措施或治療方式的有效策略。它也可以用於其他心理學領域，例如職業和職業選擇。
從1940年代開始，雷蒙德·卡特爾使用了多種技術，包括應用於英語特質詞典的新的公因子分析統計技術，以闡明正常人格領域內的主要基礎維度。這種方法以這些變量之間的相互關係矩陣為起點，以試圖揭示人格的潛在來源特徵。雷蒙德·卡特爾發現，人格結構是分層的，具有主要和次要的層級特徵。 在小學階段，雷蒙德·卡特爾度量了16個主要性狀結構，在中學階段具有大五級次要特徵的一種形式。這些較高級別的因素來自對16個主要因素本身進行16 x 16互相關矩陣的因素分析。 十六個人格因子問卷在初級和二級“全局”特徵上產生得分，從而允許對每個人的獨特性格特徵進行多層次描述。這些性狀維度及其描述的列表可以在下面找到。雷蒙德·卡特爾還發現了人格組織的第三個層次，它僅包含兩個總體因素。
正常人格特質結構的測量是卡特爾人際心理變量綜合理論的組成部分，涵蓋了認知能力，正常人格特質，異常（心理病理）人格特質，動態動機特質，情緒狀態和短暫情緒狀態的個體差異。 在他的行為規範/預測方程式中都考慮在內。16PF還被翻譯成30多種語言和方言，並在國際上得到廣泛使用。
雷蒙德·卡特爾和他的同事還構建了十六個人格因子問卷的向下擴展–平行人格問卷，旨在測量年輕年齡段的相應特質結構，例如高中人格問卷（HSPQ）、青少年人格問卷（APQ） 、兒童人格問卷（CPQ）、早期人格問卷（ESPQ）,、以及學齡前人格問卷（PSPQ）。

## 大綱
1949年首次《十六個人格因子問卷》 
1956年發布《十六個人格因子問卷》第二版
1962年出版《十六個人格因子問卷》第三版
1967年至1969年發布了第四版《十六個人格因子問卷》
1993年發布的第五版《十六個人格因子問卷》

## 雷蒙德·卡特爾的16個性格因素
下表概述了十六個人格因子問卷問卷所測量的人格特質。
| 低範圍的描述                                                               | 主要因素        | 高範圍的描述                                                         |
| -------------------------------------------------------------------------- | --------------- | -------------------------------------------------------------------- |
| 非人格的，遙遠的，酷的，保留的，超然的，正式的，超然的                     | 熱情 (A)        | 熱情，外向，專心，友善，隨和，參與，喜歡與人相處                     |
| 思維具體，智慧不足，一般智力低下，無法處理抽象問題                         | 有邏輯 (B)      | 思維抽象，更聰明，聰明，更高的一般智力，快速學習                     |
| 情緒反應活躍，多變，受情感影響，情緒不穩定，容易難過                       | 情緒穩定 (C)    | 情緒穩定，適應能力強，成熟，從容面對現實                             |
| 孝順，合作，避免衝突，順從，謙虛，服從，容易領導，服從，包容               | 支配地位 (E)    | 支配，有力，果斷，進取，競爭，固執，專橫                             |
| 認真，內斂，審慎，沉默寡言，內省，沉默                                     | 活潑 (F)        | 活潑，生氣勃勃，自發，熱情，幸運，開朗，富有表現力，衝動             |
| 權宜，不合規，無視規則，放縱自己                                           | 盡職盡責 (G)    | 有規則意識，盡職盡責，盡責，服從，道德，穩重，有規則                 |
| 害羞，對威脅敏感，膽小，猶豫，受威脅                                       | 社會勇氣 (H)    | 社交大膽，富於冒險精神，皮膚厚實，奔放                               |
| 功利主義，客觀，樸實，胸怀大志，自力更生，胡說八道，粗糙                   | 靈敏度 (I)      | 敏感，美學，感性，溫柔，直覺，精緻                                   |
| 信任，毫不懷疑，接受，無條件，容易                                         | 警覺 (L)        | 保持警惕，可疑，懷疑，不信任，對立                                   |
| 紮實，實用，平淡，以解決方案為導向，穩定，常規                             | 抽象性 (M)      | 抽象，富有想像力，心不在焉，不切實際，專心致志                       |
| 正直，真誠，無情，開放，無膽，天真，謙虛，關系密切的                       | 私密性 (N)      | 私密，謹慎，保密，精明，優美，世俗，精明，外交                       |
| 自我保證，無憂，自滿，安全，無愧，自信，自滿                               | 顧慮 (O)        | 憂慮，自我懷疑，擔心，容易內疚，不安全，擔心，自責                   |
| 傳統的，依附於熟悉的，保守的，尊重傳統觀念的                               | 開放的變化 (Q1) | 開放，實驗，自由，分析，批判，自由思考，靈活性                       |
| 面向團體，隸屬關係，依賴加入者和跟隨者                                     | 自力更生 (Q2)   | 自力更生，孤獨，足智多謀，個人主義，自給自足                         |
| 寬容，不精確，靈活，不紀律，鬆懈，自相矛盾，衝動，不遵守社會規則，不受控制 | 完美主義 (Q3)   | 完美，有組織，強迫性，自律，社交精確，嚴格的意志力，控制力，自我感性 |
| 放鬆，平靜，寧靜，上癮，耐心，低沉                                         | 壓力 (Q4)       | 緊張，精力充沛，急躁，動力，沮喪，過度勞累，時間驅動                 |
| 卡特爾16人格因素模型中的主要因素及描述                                     |                 |                                                                      |

## 原始的五大特徵
溫暖（因素A）：由於真誠，關懷，同情和關心的感覺而趨向於尋求親密和聯繫的他人的趨勢（相對於保持和分離的趨勢，因此是獨立和不情感的）。
活潑（因素F）：傾向於充滿活力，愛好娛樂和無憂無慮，並以充滿活力，令人興奮的方式自發地走向他人的趨勢。低分者傾向於更加嚴肅和克制，並且要謹慎，謹慎和明智。
社會勇氣（因素H）：傾向於以自信，無所畏懼的方式尋求社會互動，享受挑戰，冒險並成為關注中心的趨勢。低分者傾向於害羞怯，謙虛，規避風險。
正直（因子N）：傾向於在社交場合公開，直率和真誠地被他人認識的趨勢，因此要自我揭示和不受保護。低分者往往更私密且不易透露自己，並且更難以了解。
親屬關係（因素Q2）：傾向於尋求同伴關係並喜歡在一個群體中發揮作用（包容，合作，良好的追隨者，願意妥協）。低分者傾向於更加個人主義和自力更生，並珍視他們的自主權。